# Temporada 1998-99 de los Chicago Bulls
La temporada 1998-99 fue la trigesimotercera de los Chicago Bulls en la NBA. La temporada regular acabaron con 13 victorias y 37 derrotas, ocupando la decimoquinta y última posición de la Conferencia Este, no logrando clasificarse para los playoffs. Debido a un cierre patronal, la temporada regular comenzó el 5 de febrero de 1999 y se redujo de 82 partidos a 50.

## Elecciones en elDraft
| Ronda | Puesto | Jugador           | Posición | Nacionalidad   | Universidad/Club |
| ----- | ------ | ----------------- | -------- | -------------- | ---------------- |
| 1     | 28     | Corey Benjamin    | Escolta  | Estados Unidos | Oregon State     |
| 2     | 34     | Shammond Williams | Base     | Estados Unidos | North Carolina   |
| 2     | 58     | Maceo Baston      | Alero    | Estados Unidos | Michigan         |

## Temporada regular
| División Central    | División Central | División Central | División Central | División Central | División Central | División Central | División Central | División Central |
| Equipo              | G                | P                | %                | PD               | Casa             | Fuera            | Div              |                  |
| ------------------- | ---------------- | ---------------- | ---------------- | ---------------- | ---------------- | ---------------- | ---------------- | ---------------- |
| y-Indiana Pacers    | 33               | 17               | .660             | -                | 18–7             | 15–10            | 15-7             |                  |
| x-Atlanta Hawks     | 31               | 19               | .620             | 2                | 16-9             | 15–10            | 15–8             |                  |
| x-Detroit Pistons   | 29               | 21               | .580             | 4                | 17–8             | 11–14            | 13–11            |                  |
| x-Milwaukee Bucks   | 28               | 22               | .560             | 5                | 17–8             | 11–14            | 13–11            |                  |
| Charlotte Hornets   | 26               | 24               | .520             | 7                | 16–9             | 10–15            | 12–10            |                  |
| Toronto Raptors     | 23               | 27               | .460             | 10               | 14–11            | 9–16             | 9–14             |                  |
| Cleveland Cavaliers | 22               | 28               | .440             | 11               | 15–10            | 7–18             | 9–13             |                  |
| Chicago Bulls       | 13               | 37               | .260             | 20               | 8–17             | 5–20             | 4–19             |                  |

## Estadísticas

### Temporada regular
| Jugador         | PJ | PT | MPP  | %TC  | %3P   | %TL   | RPP | APP | ROB | TPP | PPP  |
| --------------- | -- | -- | ---- | ---- | ----- | ----- | --- | --- | --- | --- | ---- |
| Toni Kukoč      | 44 | 44 | 37.6 | .420 | .285  | .740  | 7.0 | 5.3 | 1.1 | .3  | 18.8 |
| Ron Harper      | 35 | 35 | 31.6 | .377 | .318  | .703  | 5.1 | 3.3 | 1.7 | 1.0 | 11.2 |
| Brent Barry     | 37 | 30 | 31.9 | .396 | .302  | .772  | 3.9 | 3.1 | 1.1 | .3  | 11.1 |
| Dickey Simpkins | 50 | 35 | 29.0 | .463 | .000  | .645  | 6.8 | 1.3 | .7  | .3  | 9.1  |
| Mark Bryant     | 45 | 29 | 26.8 | .483 | .000  | .645  | 5.2 | 1.1 | .8  | .4  | 9.0  |
| Randy Brown     | 39 | 32 | 29.2 | .414 | .000  | .757  | 3.4 | 3.8 | 1.7 | .2  | 8.8  |
| Kornél Dávid    | 50 | 6  | 18.0 | .449 | .000  | .811  | 3.5 | .8  | .5  | .3  | 6.2  |
| Rusty LaRue     | 43 | 6  | 17.0 | .359 | .337  | 1.000 | 1.3 | 1.5 | .8  | .1  | 4.7  |
| Cory Carr       | 42 | 7  | 14.9 | .329 | .167  | .750  | 1.2 | 1.6 | .5  | .2  | 4.1  |
| Corey Benjamin  | 31 | 1  | 10.3 | .376 | .214  | .675  | 1.3 | .3  | .4  | .3  | 3.8  |
| Andrew Lang     | 21 | 13 | 18.4 | .323 |       | .696  | 4.4 | .6  | .2  | .6  | 3.8  |
| Bill Wennington | 38 | 3  | 11.9 | .348 | 1.000 | .818  | 2.1 | .5  | .3  | .3  | 3.8  |
| Charles Jones   | 29 | 5  | 16.4 | .317 | .311  | .500  | 1.4 | 1.4 | .6  | .2  | 3.7  |
| Keith Booth     | 39 | 4  | 11.1 | .325 | .100  | .500  | 2.4 | 1.0 | .6  | .3  | 3.1  |
| Mario Bennett   | 3  | 0  | 6.3  | .333 |       | .750  | 1.7 | .0  | .3  | .0  | 2.3  |